# Шамбулив
Шамбули́в (фр. Chamboulive, окс. Chamboliva) — коммуна во Франции, находится в регионе Лимузен. Департамент — Коррез. Входит в состав кантона Сейяк. Округ коммуны — Тюль.
Код INSEE коммуны — 19037.
Коммуна расположена приблизительно в 390 км к югу от Парижа, в 60 км юго-восточнее Лиможа, в 19 км к северу от Тюля.

## Население
Население коммуны на 2008 год составляло 1259 человек.
| 1962 | 1968 | 1975 | 1982 | 1990 | 1999 | 2008 |
| ---- | ---- | ---- | ---- | ---- | ---- | ---- |
| 1247 | 1411 | 1281 | 1210 | 1190 | 1149 | 1259 |

## Экономика
В 2007 году среди 683 человек в трудоспособном возрасте (15-64 лет) 497 были экономически активными, 186 — неактивными (показатель активности — 72,8 %, в 1999 году было 67,1 %). Из 497 активных работали 456 человек (241 мужчина и 215 женщин), безработных было 41 (19 мужчин и 22 женщины). Среди 186 неактивных 50 человек были учениками или студентами, 84 — пенсионерами, 52 были неактивными по другим причинам.

## Достопримечательности
- Церковь Сен-Ком-э-Сен-Дамьен[фр.] (XII век). Памятник истории с 1921 года[3]

## Города-побратимы
- Гозе (Бельгия)

## Фотогалерея

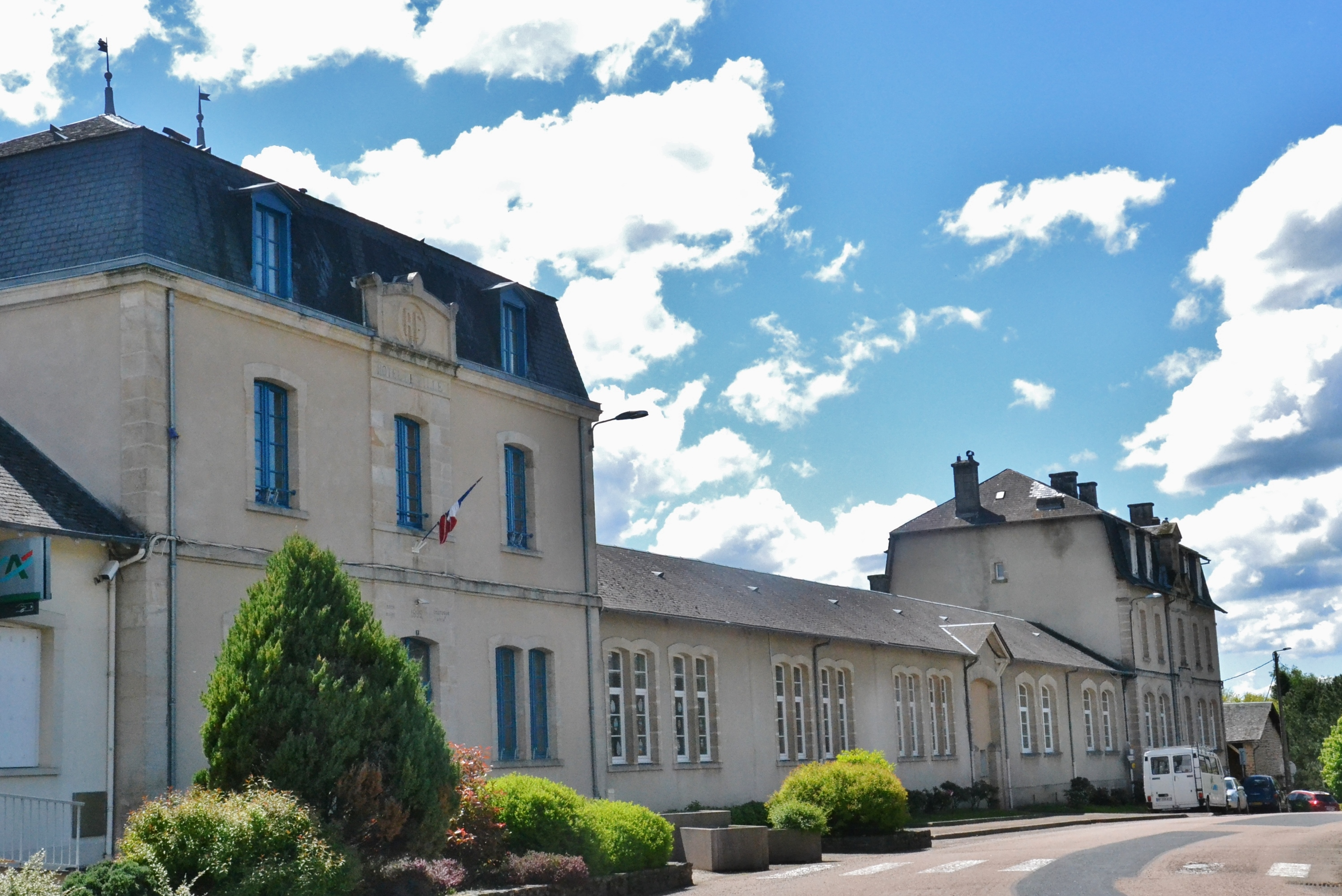
Мэрия и школа
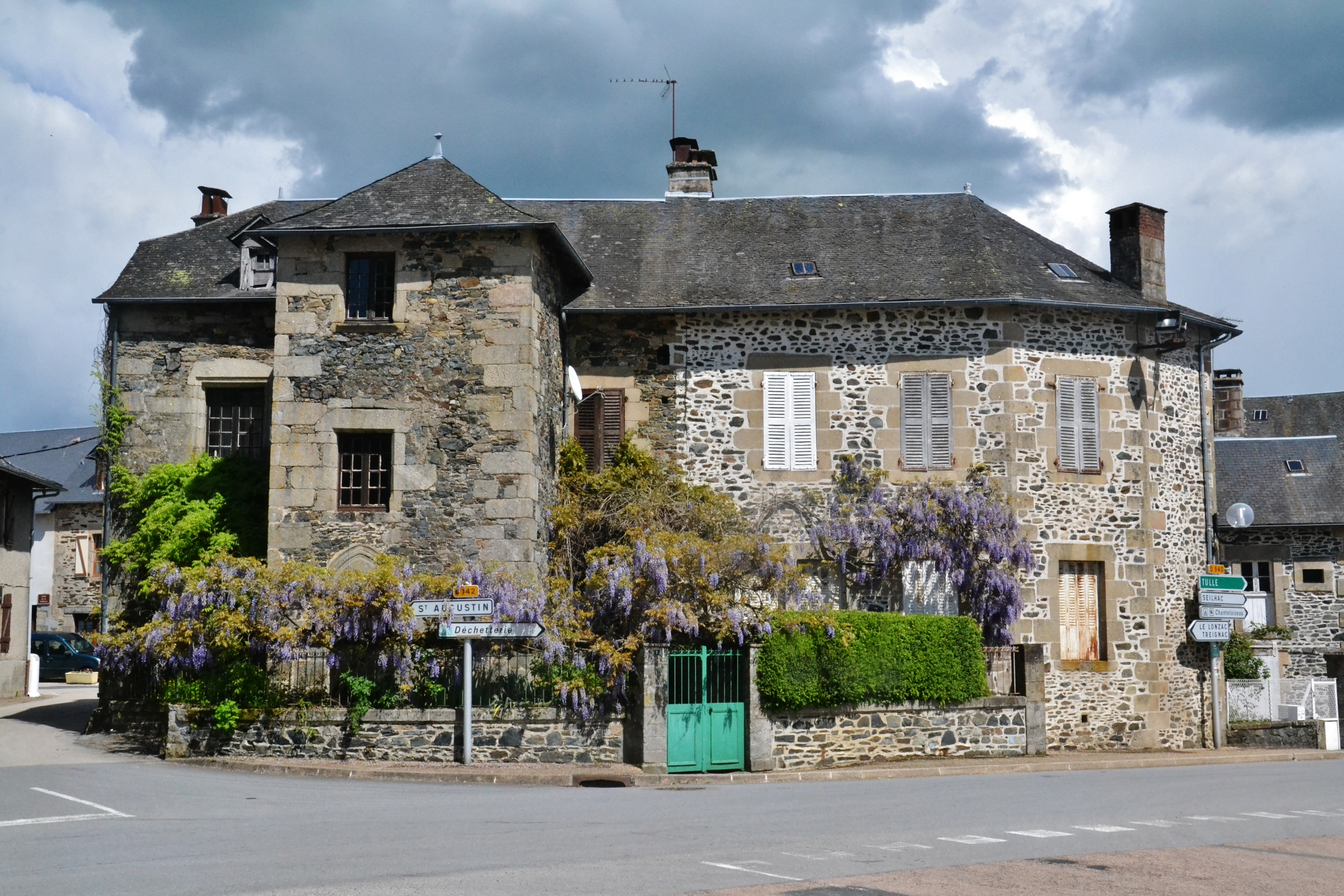
Дом
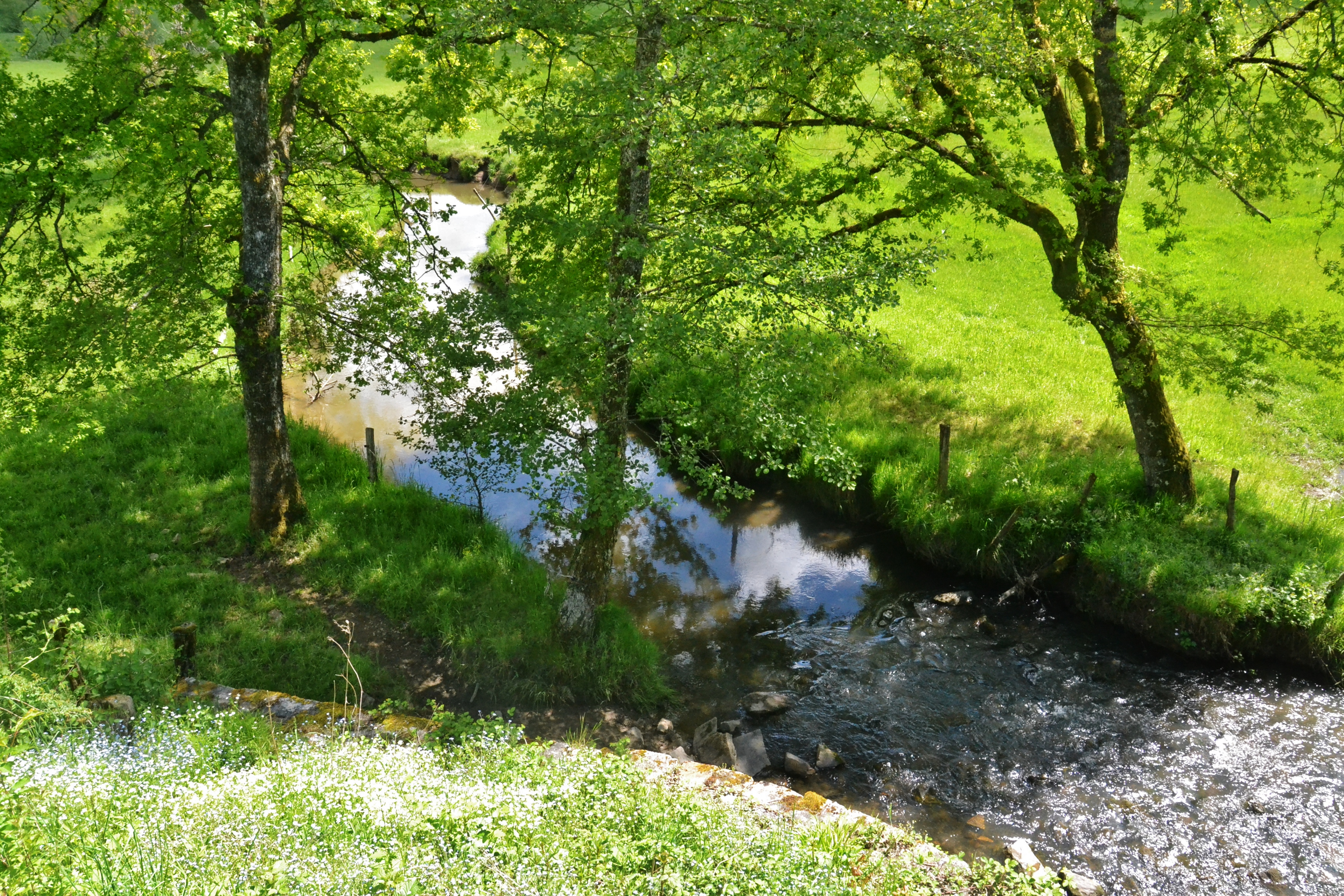
Ручей Рюжу[фр.]